# تمساح کویینکانا
تمساح کویینکانا (به انگلیسی: Quinkana) یک سرده منقرض شده از تمساح‌سانان که از ۲۴ میلیون سال پیش تا ۴۰٬۰۰۰ در استرالیا زیست می‌کرده‌است. بیشترین آثار یافت‌شده مربوط به ایالات کوئینزلند و قلمرو شمالی است. دیرینه شناسان بر این باورند که این تمساح شکارچی رأس هرم غذایی در دوران پلیستوسن بوده‌است.
این تمساح از ماهی، پرندگان، خزندگان دیگر و گونه‌های بزرگ پستانداران استرالیا مانند وامبت‌های غول‌پیکر و درازپایان بزرگ تغذیه می‌کرده‌است.
گفته می‌شود که کویینکانا دارای پاهای بلندی است و همچنین دندان‌های زیفودنت (بعداً فشرده، عمود شده و دندانه‌دار) است. جنس با ترکیب دندان‌های زیفودونت و پوزه گسترده قابل تشخیص است. همچنین دارای ساختار منحصر به فرد آلوئولار (سوکت دندان) و روند کوتاه کام پالاتین قدامی (استخوان بالای دهان) است. کویینکانا طول ۳ متر (۱۰ فوت) تا ۹ متر (۳۰ فوت) برآورد شده و وزن آن حدود ۲۰۰ کیلوگرم (۴۴۰ پوند) است. با این حال، این تخمین‌ها بر اساس نمونه‌های پراکنده و ابعاد جنس‌های مرتبط است زیرا هیچ نمونه کاملی از کویینکانا یافت نشده‌است.

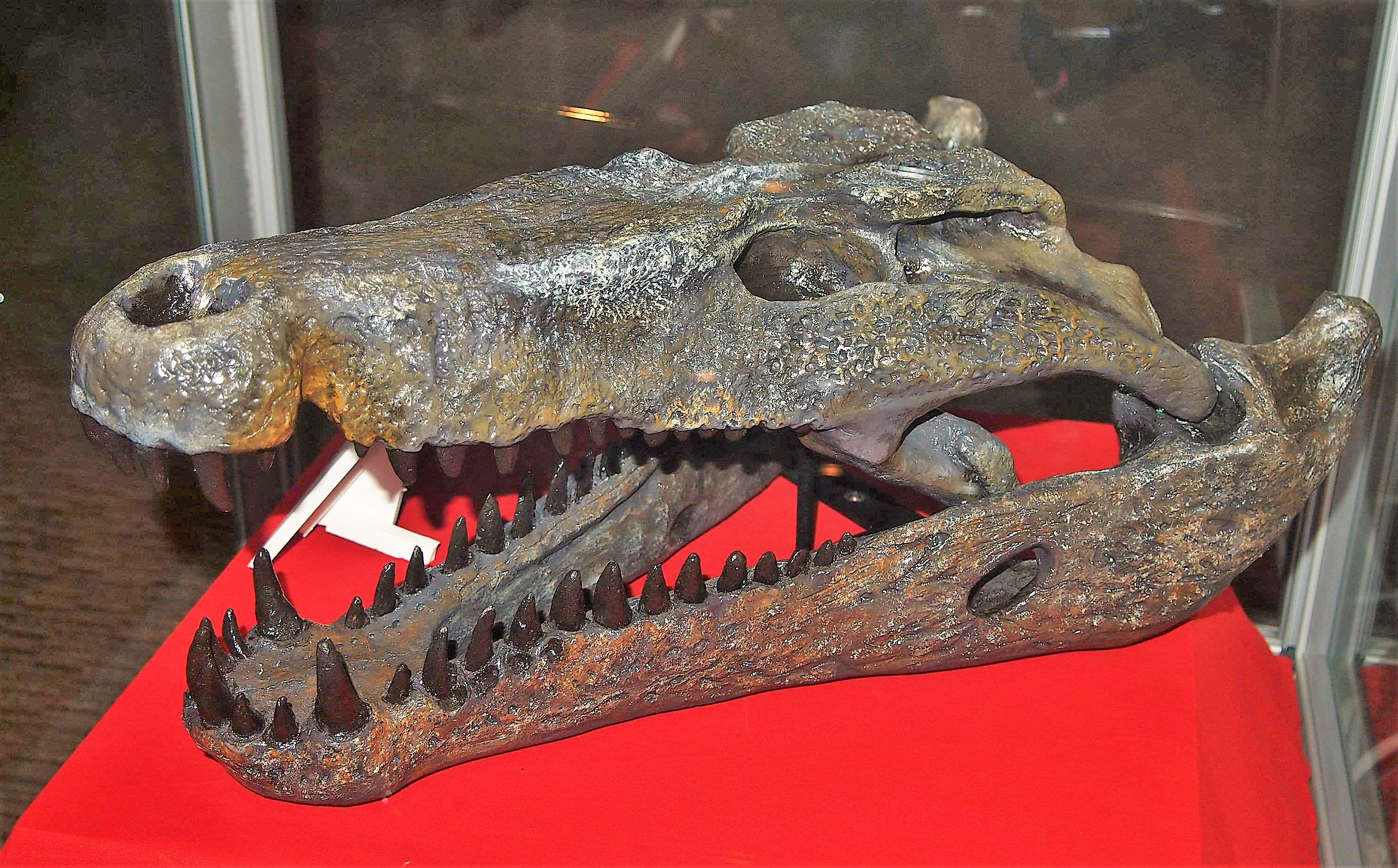
جمجمه‌ای بازسازی شده از تمساح کویینکانا

کویینکانا در اصل به دلیل خصوصیات بدنی منحصر به فرد، در طبقه ۱۹۸۱ بدون طبقه‌بندی بیشتر به خانواده Crocodylidae نسبت داده شد. برخی از صفات خاص مورفولوژیکی آن که توسط سایر گونه‌های تمساح استرالیایی به اشتراک گذاشته می‌شد کاملاً منحصر به فرد بودند (در درجه اول سازندهای دندانی و پوزه) که منجر به ایجاد زیرخانواده Mekosuchinae در سال ۱۹۹۳ برای استقرار آن شد.
در میان دیرین شناسان این نژاد بحث شده‌است که کاملاً زمینی یا نیمه آبزی بوده‌اند. و اتفاق نظر قطعی ندارند. تجزیه و تحلیل علمی به نقل از مورفولوژی مقایسه به عنوان شاخص کویینکانا را خشکی زیست است، اما دیگران استدلال می‌کنند که بسیاری از نمونه‌های نزدیک به منابع شناخته شده از آب کشف شد. یک بحث در حال انجام همچنین در مورد تسلط آن‌ها به عنوان یک شکارچی پلیستوسن بر اساس مقدار متناسب کشفیات خزندگان متجاوز در مقایسه با شکارچیان پستانداران شکارکنده ادامه دارد. طرف مخالف از طریق یافته‌هایی که با چندین شکارچی و طعمه دیگر همزیستی داشته‌است، غلبه خود را زیر سؤال می‌برد. احتمال انقراض آن به دلیل تخریب محیط زیست در اواخر پلیستوسن است.